# 347
Évszázadok: 3. század – 4. század – 5. század
Évtizedek: 290-es évek – 300-as évek – 310-es évek – 320-as évek – 330-as évek – 340-es évek – 350-es évek – 360-as évek – 370-es évek – 380-as évek – 390-es évek
Évek: 342 – 343 – 344 – 345 –  346 – 347 – 348 – 349 – 350 – 351 – 352

## Események

### Római Birodalom
- Vulcacius Rufinust és Flavius Eusebiust választják consulnak.

### Kína
- A Kína délkeleti részére visszaszorult Csin-dinasztia nyugati tartományának kormányzója, Huan Ven (a négy éves Mu császár nagynénjének férje) a kormányzat jóváhagyása nélkül megtámadja és annektálja a kis Cseng Han királyságot. Ezzel a dinasztia egész Dél-Kínára kiterjeszti fennhatóságát, de Huan Ven a gyakorlatban önállóvá válik. Cseng Han királya, Li Si hűbéresküt tesz a császárnak.

## Születések
- január 11. – I. Theodosius római császár († 395)
- Eunapiosz, görög történetíró
- Aranyszájú Szent János, keresztény teológus
- Szent Paula, keresztény szent
- Szent Porfüriosz, Gáza püspöke

## Fordítás
- Ez a szócikk részben vagy egészben  a(z)   347 című angol Wikipédia-szócikk ezen változatának fordításán alapul.  Az eredeti cikk szerkesztőit annak laptörténete sorolja fel. Ez a jelzés csupán a megfogalmazás eredetét és a szerzői jogokat jelzi, nem szolgál a cikkben szereplő információk forrásmegjelöléseként.